# Tichelmann-System

Tichelmann-System für Heizkörper (Serienschaltung)

Tichelmann-System für Sonnenkollektoren (Parallelschaltung)

Das Tichelmann-System ist eine besondere Form der Rohrverlegung im Heizungsbau.

## Prinzip
Beim Tichelmann-System (Tichelmannsche Rohrführung) werden die Rohre vom Wärmeerzeuger (z. B. Heizkessel, Solaranlage) zum Wärmeverbraucher (z. B. Heizkörper, Warmwasserspeicher) und zurück in Ringverlegung so geführt, dass die Summe der Längen von Vorlaufleitung und Rücklaufleitung bei jedem Heizkörper etwa gleich ist. Heizkörper mit kurzem Vorlauf haben eine lange Rücklaufleitung und umgekehrt. Der Sinn dabei ist, dass alle Heizkörper etwa gleichen Druckverlusten ausgesetzt sind und sich damit gleiche Volumenströme = gleiche Wärmeströme in den Heizkörpern einstellen, auch wenn keine Regelventile verwendet werden. Dies bewirkt ein gleichmäßiges Erwärmen auch von weiter entfernt gelegenen Heizkörpern. Eine Anbindung nach „Tichelmann“ bedeutet aber auch, dass die Druckverlustbeiwerte (Zeta-Werte) der Formstücke der Rohrleitung zum Anschluss mehrerer gleicher Komponenten (Warmwasserspeicher oder Sonnenkollektoren in der Regel) in der Summe je Einzelaggregat gleich sind, damit eine gleichmäßige Durchströmung gewährleistet wird. Die Druckverluste der Zuleitungen, die für alle Komponenten gleich sein sollten, setzen sich somit aus Rohrreibung, d. h. der Innenrauhigkeit, dem Durchmesser und der Länge und dem Druckverlustbeiwert der Formstücke, zusammen. Die Druckverlustbeiwerte (Zeta-Werte) werden empirisch ermittelt und tabellarisch in der Literatur zur Verfügung gestellt.
Auch Sonnenkollektoren und LED-Ketten werden oft nach diesem System angeschlossen, damit alle etwa gleich stark durchströmt werden bzw. alle LEDs gleichhell leuchten.
Durch Einbau von Regulierventilen in der Zuleitung zum Heizkörper kann der hydraulische Abgleich einfacher und auch bei unterschiedlicher Rohrlänge durchgeführt werden.

## Vorteile
Im Gegensatz zum Abgleich durch Ventile wird im Tichelmann-System keine Pumpenleistung durch unnötige Widerstände verbraucht. Es stellt das einzige System dar, in dem ein hydraulisch in sich abgeglichenes System mit dem geringst möglichen Widerstand geschaffen werden kann.
Durch den baulich bedingten hydraulischen Abgleich kann auf Regelventile verzichtet werden, was Kosten einspart.

## Nachteile
Ein Nachteil ist ein meist etwas höherer Materialverbrauch, da die Rohrführung nicht auf dem kürzest möglichen Weg erfolgt. Somit ist die Rohrverlegung nach Tichelmann hinsichtlich des Materialverbrauchs und der Rohrmontage teurer als andere Rohrverlegungsarten. In Privathaushalten kommt ein Tichelmann-System eher selten zur Anwendung, weil das hydraulische System trivial ist und der hydraulische Abgleich meist weniger relevant. Stattdessen werden Tichelmann-Systeme bei Großinstallationen wie z. B. in Mehrfamilienhäusern eingebaut.
Die Materialmehrkosten werden durch den Verzicht auf Regelventile in Neuanlagen meistens wettgemacht. Bei Altbausanierung ist der Zusatzaufwand in der Regel so hoch, dass man auf einen Abgleich über Regulierventile zurückgreift.

## Namensherkunft
Seinen Namen hat das Verlege-System nach Albert Tichelmann (1861–1926), der ein Ingenieur auf dem Gebiet der Warmwasserheizung war. Er setzte die Thesen von Hermann Rietschel in die Praxis um, zuerst als dessen Assistent, dann in der Industrie und schließlich in seiner eigenen Firma Jeglinsky & Tichelmann (Dresden), die er mit einem Teilhaber um 1903 gründete. Ihm zu Ehren verleiht der Verein Deutscher Ingenieure (VDI) alljährlich den Albert-Tichelmann-Preis für herausragende Arbeiten auf dem Gebiet der technischen Gebäudeausrüstung.